# Lista de canções número um na Top 100 Brasil em 2019
Esta é uma lista de canções que atingiram o número um da tabela musical Top 100 Brasil em 2019. A lista é publicada semanalmente pela pela empresa Crowley Broadcast Analysis, que recolhe os dados e divulga as cem faixas mais executadas nas estações de rádios do país. As músicas, de repertório nacional e internacional e de variados gêneros, são avaliadas através da grade da companhia supracitada, que compreende as cidades de São Paulo, Rio de Janeiro, Campinas, Ribeirão Preto, Brasília, Belo Horizonte, Curitiba, Porto Alegre, Recife, Salvador, Florianópolis, Fortaleza, Goiânia, Campo Grande, Cuiabá e as mesorregiões do Triângulo Mineiro, Vale do Paraíba e Litoral Paulista.

## Histórico
| Data            | Canção                  | Artista                                       | Ref.  |
| --------------- | ----------------------- | --------------------------------------------- | ----- |
| 7 de janeiro    | "Atrasadinha"           | Felipe Araújo e Ferrugem                      |       |
| 14 de janeiro   | "Atrasadinha"           | Felipe Araújo e Ferrugem                      |       |
| 21 de janeiro   | "Não Abro Mão"          | Maiara & Maraisa                              | [ 1 ] |
| 28 de janeiro   | "Não Abro Mão"          | Maiara & Maraisa                              | [ 2 ] |
| 4 de fevereiro  | "Estado Decadente"      | Zé Neto & Cristiano                           |       |
| 11 de fevereiro | "Estado Decadente"      | Zé Neto & Cristiano                           |       |
| 18 de fevereiro | "Cem Mil"               | Gusttavo Lima                                 |       |
| 25 de fevereiro | "Cem Mil"               | Gusttavo Lima                                 |       |
| 4 de março      | "Cem Mil"               | Gusttavo Lima                                 |       |
| 11 de março     | "Cem Mil"               | Gusttavo Lima                                 |       |
| 18 de março     | "Cem Mil"               | Gusttavo Lima                                 |       |
| 25 de março     | "Cem Mil"               | Gusttavo Lima                                 |       |
| 1 de abril      | "Cem Mil"               | Gusttavo Lima                                 |       |
| 8 de abril      | "Cem Mil"               | Gusttavo Lima                                 |       |
| 15 de abril     | "Cem Mil"               | Gusttavo Lima                                 |       |
| 22 de abril     | "Cem Mil"               | Gusttavo Lima                                 |       |
| 29 de abril     | "Cem Mil"               | Gusttavo Lima                                 |       |
| 6 de maio       | "Cem Mil"               | Gusttavo Lima                                 |       |
| 13 de maio      | "Cem Mil"               | Gusttavo Lima                                 |       |
| 20 de maio      | "Cem Mil"               | Gusttavo Lima                                 |       |
| 27 de maio      | "Igual Ela, Só Uma"     | Wesley Safadão                                |       |
| 3 de junho      | "Igual Ela, Só Uma"     | Wesley Safadão                                |       |
| 10 de junho     | "Igual Ela, Só Uma"     | Wesley Safadão                                |       |
| 17 de junho     | "Igual Ela, Só Uma"     | Wesley Safadão                                |       |
| 24 de junho     | "Igual Ela, Só Uma"     | Wesley Safadão                                |       |
| 1 de julho      | "Nem Tchum"             | Maiara & Maraisa                              |       |
| 8 de julho      | "Fake News"             | Gustavo Mioto                                 |       |
| 15 de julho     | "A Culpa é do Meu Grau" | Diego & Victor Hugo part. Zé Neto & Cristiano |       |
| 22 de julho     | "Quando a Bad Bater"    | Luan Santana                                  |       |
| 29 de julho     | "Quando a Bad Bater"    | Luan Santana                                  |       |
| 5 de agosto     | "Ferida Curada"         | Zé Neto & Cristiano                           |       |
| 12 de agosto    | "Milu"                  | Gusttavo Lima                                 |       |
| 19 de agosto    | "Quando a Bad Bater"    | Luan Santana                                  |       |
| 26 de agosto    | "Milu"                  | Gusttavo Lima                                 |       |
| 2 de setembro   | "Milu"                  | Gusttavo Lima                                 |       |
| 9 de setembro   | "Milu"                  | Gusttavo Lima                                 |       |
| 16 de setembro  | "Milu"                  | Gusttavo Lima                                 |       |
| 23 de setembro  | "Milu"                  | Gusttavo Lima                                 |       |
| 30 de setembro  | "Milu"                  | Gusttavo Lima                                 |       |
| 7 de outubro    | "Milu"                  | Gusttavo Lima                                 |       |
| 14 de outubro   | "Milu"                  | Gusttavo Lima                                 |       |
| 21 de outubro   | "Milu"                  | Gusttavo Lima                                 |       |
| 28 de outubro   | "Milu"                  | Gusttavo Lima                                 |       |
| 4 de novembro   | "Milu"                  | Gusttavo Lima                                 |       |
| 11 de novembro  | "Milu"                  | Gusttavo Lima                                 |       |
| 18 de novembro  | "Milu"                  | Gusttavo Lima                                 |       |
| 25 de novembro  | "Baba de Ex"            | Hugo & Guilherme                              |       |
| 2 de dezembro   | "Relógio Parado"        | Diego & Arnaldo                               |       |
| 9 de dezembro   | "Aí Eu Bebo"            | Maiara & Maraisa                              |       |
| 16 de dezembro  | "Liberdade Provisória"  | Henrique & Juliano                            |       |
| 23 de dezembro  | "Bebi Minha Bicicleta"  | Zé Neto & Cristiano                           |       |
| 30 de dezembro  | "Aí Eu Bebo"            | Maiara & Maraisa                              |       |